# Rowlandius casabito
Espèce
Synonymes
- Schizomus casabito Armas & Antun, 1990

Rowlandius casabito est une espèce de schizomides de la famille des Hubbardiidae.

## Distribution
Cette espèce est endémique de République dominicaine. Elle se rencontre dans les provinces de La Vega et de Santiago.

## Description
Le mâle mesure 2,9 mm et la femelle 4,0 mm.

## Étymologie
Son nom d'espèce lui a été donné en référence au lieu de sa découverte, Casabito.

## Publication originale
- Armas & Abud Antún, 1990 : El orden Schizomida (Arachnida) en República Dominicana. Poeyana, no 393, p. 1-23.